# کاج‌های چتری
کاج‌های چتری (انگلیسی: Sciadopityaceae)، خانواده‌ای از درختان مخروطیان هستند که امروزه تنها بومی ژاپن هستند، اما در دوران ماقبل تاریخ در اروپا و چین نیز یافت می‌شدند. تنها عضو زنده این خانواده، کاج چتری ژاپنی است، در حالی که چندین جنس منقرض شده از این خانواده در پرونده فسیلی شناخته شده‌اند. چوب‌هایی که تصور می‌شود متعلق به این خانواده هستند در دوره ژوراسیک در چین گزارش شده‌اند، اگرچه ارتباط فسیل‌های قبل از کرتاسه با گونه‌های Sciadopitys مبهم است. گونه‌های Sciadopitys از کرتاسه پسین ژاپن شناخته شده‌اند، پیش از اینکه در بیشتر دوره نوزیستی در سراسر لوراسیا، به ویژه در اروپا تا پلیوسن، گسترش یابند.